# Amador Bueno
Amador Bueno de Ribeira (São Paulo, c. 1584 – São Paulo, c. 1649) foi um proprietário de terras e administrador colonial (capitão-mor e ouvidor) da Capitania de São Vicente. Tornou-se conhecido como "O Aclamado".
Tornou-se personagem importante de um rumor no Brasil colonial ao ser supostamente aclamado rei de São Paulo em 1641 pela população castelhana da cidade como reação ao fim da união dinástica entre Portugal e Espanha. Reza a lenda que Amador Bueno prontamente recusou a aclamação dando vivas ao Rei D. João IV de Portugal.
Foi um ato impulsionado pela mesma revolta, de 1641, que se conheceu popularmente como "botada dos padres fora", por dirigir-se contra os jesuítas. O mesmo espírito de rebelião se respirava nos dois movimentos ou impulsos populares.

## Dados biográficos
Seu pai era espanhol, Bartolomeu Bueno, dito o Sevilhano porque nascera em Sevilha, por volta de 1555 e que morreu em São Paulo, por volta de 1620. Ele, seu pai, carpinteiro da Ribeira de Sevilha (as margens do rio Guadalquivir), veio para o Brasil na armada de D. Diego Flores de Valdez. Em 1616 foi vereador. Casou por volta de 1584 com Maria Pires, a mãe de Amador, nascida em 1564, filha de Salvador Pires, português do Porto, e de Mécia Fernandes, também conhecida como Mécia Uçu. Mécia Fernandes era filha de António Fernandes, português, e de Antónia Rodrigues, mameluca, descendente do cacique Piquerobi de Ururaí e de António Rodrigues, um dos dois portugueses encontrados por Martim Afonso de Sousa, que não se sabe como vieram parar no litoral paulista. Tinha, assim, ancestralidade portuguesa, indígena e castelhana.

## Aclamação
Quando o duque D. João de Bragança assumiu o trono de Portugal em 1640, no ano seguinte Amador foi aclamado rei em São Paulo pelo poderoso partido de influentes e ricos castelhanos, liderados pelos irmãos Rendon de Quevedo, Juan e Francisco naturais de Coria, partido ao qual ainda pertenciam D. Francisco de Lemos, da cidade de Orens; D. Gabriel Ponce de León, de Guaira; D. Bartolomeu de Torales, de Vila Rica do Paraguai, D. André de Zunega e seu irmão D. Bartolomeu de Contreras y Torales, D. João de Espíndola e Gusmão, da província do Paraguai, e outros que subscreveram o termo de aclamação, a 1º de abril de 1641. Contrariando a Revolução do 1º de dezembro de 1640, no Reino de Portugal, os espanhóis não queriam ser súditos de D. João IV, que reputavam de vassalo rebelde a seu soberano, resolvendo provocar a secessão da região paulista do resto do Brasil, esperando talvez anexá-la aos domínios espanhóis limítrofes. Diz o historiador Afonso Taunay em "Ensaios Paulistas", pág. 631: «Oferecem o trono ao sogro, ele próprio filho de espanhol e homem do maior prol em sua república pela inteligência, a fortuna, o passado de bandeirante, o casamento, os cargos ocupados.»
Os paulistas conservavam a fama de maus vassalos, possuidores de um ímpeto autonomista ou seja uma tendência à rebeldia. A disseminação de tais características, que remonta ao final do século XVI, ficou a cargo dos jesuítas, viajantes e funcionários régios.
No entanto, Amador Bueno recusou a honra e, com a espada desembainhada, pelo contrário, deu vivas ao Rei de Portugal, assumindo-se como seu leal vassalo, depois de sessenta anos de domínio espanhol, aliando-se à restauração da independência portuguesa. Ameaçado de desacato, Amador Bueno, tinha-se refugiado no mosteiro beneditino pedindo a intervenção do abade e seus monges.

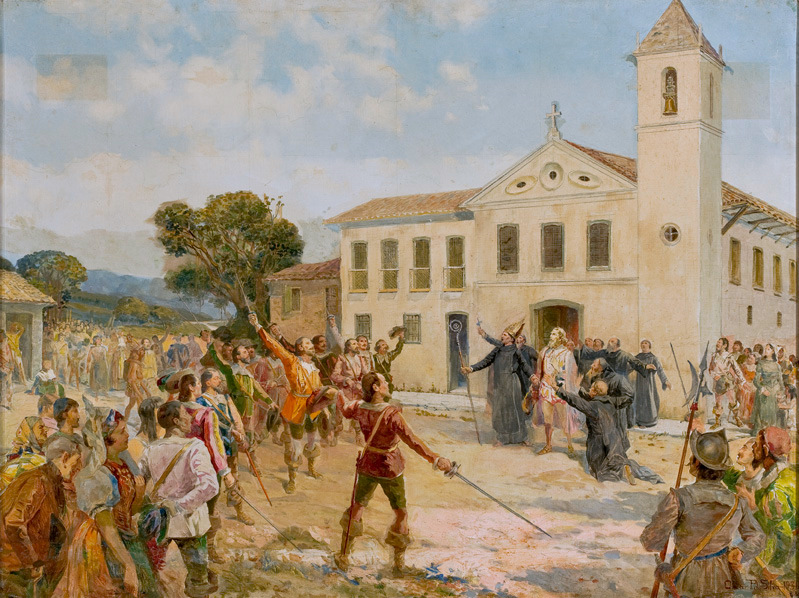
Aclamação de Amador Bueno (1909), óleo de Oscar Pereira da Silva

Diz o mesmo historiador: «Desceram à praça fronteira o prelado e sua comunidade, procurado convencer os manifestantes que deviam abandonar o intento que os congregara. (....) Arrependidos do seu desacordo, resolveram os aclamadores aderir ao movimento restaurador do 1º de dezembro de 1640. E assim foi D. João IV solenemente reconhecido soberano da colônia a 3 de abril de 1641, num gesto esplêndido de solidariedade portuguesa, do qual a unidade do Brasil imenso viria valer-se pelo alargamento extraordinário de sua área.»
O auto da Câmara foi assinado pelo capitão-mor de São Paulo, João Luís Mafra,  Antônio Raposo Tavares, Frei João da Graça, abade do Mosteiro de São bento, Frei Bento da Trindade, Frei Manuel de Santa Maria, frei Francisco dos Santos, Fernão Dias Paes Leme, Antônio Pompeu de Almeida, o vigário padre Manuel Nunes, Lourenço Castanho Taques e outros da colônia.
Por esse ato, Amador Bueno deixou nome ilustre e recebeu carta de el-Rei em que lhe agradecia a lealdade. Quase duzentos anos depois, D. Pedro I fez questão de ressaltar que foi aclamado Imperador pela primeira vez na terra do "fidelíssimo e nunca assaz louvado Amador Bueno de Ribeira".
Muito se escreveu sobre essa dita «Aclamação» de Amador Bueno. Amador era homem riquíssimo e de muito bom senso, que gozou do maior prestígio. Sobre o mito imutável de sua aclamação deve-se ler o que escreveu Alfredo Ellis Jr. em O ouro e a Paulistânia no Boletim n° 8 da Cadeira de História da Civilização Brasileira da Faculdade de Filosofia, Ciências e Letras da Universidade de São Paulo. Prudente, quando o partido espanhol o quis ver rei, se refugiou no mosteiro de São Bento e mandou chamar Lourenço Castanho Taques para serenar e dissuadir o povo. Castanho Taques sustentava o partido dos jesuítas e os dois, Castanho Taques e Amador Bueno, apoiavam Salvador Correia de Sá e Benevides, almirante e governador do sul do Brasil.
Do grupo de Amador faziam parte seus genros e amigos castelhanos, D. Francisco Mateus de Rendon, D. João Mateus Rendon (genros); D. Francisco de Lemos e seus dois filhos, D. Gabriel Ponce de León, D. Bartolomeu de Torales e seus três filhos, D. Andrés de Zuñega, Bartolomeu de Contreras e João Espínola.
Em 15 de março de 1611, Amador Bueno recebe do capitão-mor da capitania de São Vicente Gaspar Conqueiro uma sesmaria na região de Mogi . Gaspar Conqueiro era um castelhano de Sevilha, que serviu como Capitão-Mor de 1607 a 1612. durante o período da União Ibérica. Seu genro, o bandeirante Manuel Lourenço de Andrade, casado com Maria Branca Conqueiro, também foi um dos artífices apoiadores da Aclamação de Amador Bueno . Do Livro 13 de sesmarias, consta que em 31 de março de 1627 obtivera carta de data de uma légua de terras nos campos de Juqueri, passada pelo capitão-mor Álvaro Luís do Vale, locotenente do donatário.
Foi ainda provedor e contador de Fazenda Nacional da dita capitania por provisão de Diogo Luís de Oliveira, datada na Bahia de 6 de dezembro de 1633, tomando posse em Santos dada por Pedro da Mota Leite, capitão-mor governador da capitania, em abril de 1634.

## Família
Casou-se com Bernarda Luís, filha de Domingos Luís, o Carvoeiro, e de Ana Camacho, os quais em 10 de abril de 1603 haviam fundado a capela de Nossa Senhora da Luz no bairro do Guarepe, nos arredores da vila de São Paulo. Tiveram numerosa descendência, entre elas um filho, bandeirante, também chamado Bartolomeu Bueno como seu avô e seu tio e um filho chamado, para distinguir do pai, Amador Bueno, o Moço, também bandeirante.
Entre seus irmãos os famosos bandeirantes Francisco Bueno e  Bartolomeu Bueno, o Moço.

## Morte e legado
Amador Bueno morreu em data incerta entre 1646 e 1650. Acredita-se que tenha sido sepultado na parte desaparecida do Convento de São Francisco.

### Descendência de Amador Bueno entre a população brasileira
Amador Bueno foi o bisavô de outra personagem importante da história de São Paulo, Amador Bueno da Veiga, que comandou os paulistas na Guerra dos Emboabas. Foi também tio e tutor de Bartolomeu Bueno da Silva, o primeiro "Anhangüera".
São muitos os brasileiros descendentes de Amador Bueno. Dentre eles estão vultos como Getúlio Vargas, Tancredo Neves, Roberto Marinho, Júlio de Mesquita Filho, Walter Moreira Sales, Armando de Sales Oliveira, Vicente de Carvalho, Carlos Drummond de Andrade, Frei Gaspar da Madre de Deus, Pedro Taques de Almeida Paes Leme e Bárbara Heliodora. A respeito dos descendentes de Amador Bueno, o geneticista Sérgio Pena explica por que o número deles é enorme:
| “ | Por exemplo, Amador Bueno foi uma grande personagem histórica e o homem que, em 1641, apesar de aclamado pelo povo, não quis ser rei do Brasil. Podemos, então, tentar traçar a descendência de Amador Bueno. Na verdade, acabaremos descobrindo que virtualmente todo mundo no Brasil descende dele, porque o número de descendentes cresce, não em potência de 2, como no caso dos antepassados, mas mais rapidamente ainda, por causa do grande número de filhos que as pessoas tinham no passado. A propósito, sei com confiança que sou parente de Amador Bueno, porque um livro chamado Amador Bueno, o Aclamado, na Família Lagoana, menciona o nome de minha avó paterna, Balbina Drummond Pena, como sua descendente. | ” |

### Homenagens
Amador Bueno foi homenageado no discurso de abertura da Assembleia Geral, Constituinte, e Legislativa do Império do Brasil feito por Dom Pedro I em 3 de Maio de 1823: "Quando em S. Paulo surgiu dentre o brioso Povo daquela Agradável, e Encantadora Província, um partido de Portugueses, e Brasileiros degenerados, totalmente afeitos às Cortes do desgraçado, e encanecido Portugal, Parti imediatamente para a Província, Entrei sem, receio porque Conheço; que todo o Povo Me ama, Dei as providencias, que Me pareceram convenientes, a ponto que a nossa Independência lá foi primeiro, que em parte alguma, proclamada no sempre memorável sítio do Piranga. [sic] Foi na Pátria do fidelíssimo, e nunca assaz louvado Amador Bueno de Ribeira aonde pela primeira vez Fui Aclamado Imperador."
No Museu Paulista da USP está exposto o quadro "Aclamação de Amador Bueno", pintado em 1931 por Oscar Pereira da Silva. Há também uma rua no bairro de Santo Amaro, em São Paulo, que leva seu nome. Na região central paulistana, a atual Rua do Boticário denominava-se Amador Bueno. Amador Bueno foi também homenageado pelos Correios em 20 de outubro de 1941 com o selo RHM C-169  devido ao Tricentenário da Aclamação. Para o selo foi utilizado como efígie seu "retrato supositício" desenhado pelo cartunista Benedito Bastos Barreto, que assinava como Belmonte a pedido do Instituto Histórico e Geográfico de São Paulo (IPHSP). No mesmo ano, o IHGSP produziu mil exemplares de uma “plaquette” com a dedicatória “A Amador Bueno no Tricentenário de Sua Aclamação como Rei de São Paulo – 1641-1941”.